# 1071 Brita
Az 1071 Brita (ideiglenes jelöléssel 1924 RE) a Naprendszer kisbolygóövében található aszteroida. Vladimir Aleksandrovich Albitzky fedezte fel 1924. március 3-án.